# Richard A. Houghten
Richard A. Houghten ist ein US-amerikanischer Chemiker (Peptidchemie, bioorganische Chemie, pharmazeutische Chemie, Kombinatorische Biologie bzw. Kombinatorische Chemie).
Houghten studierte Chemie an der California State University, Fresno, mit dem Bachelor-Abschluss und an der University of California, Berkeley, an der er seinen Master-Abschluss erhielt und 1975 in organischer Chemie promovierte. Als Post-Doktorand war er an der University of California, San Francisco. Er war an der Mount Sinai School of Medicine der City University of New York und war am Scripps Research Institute in La Jolla bei Richard A. Lerner. Dort blieb er bis 1989, behielt aber eine adjungierte Mitgliedschaft. In den 1980er Jahren begann er eigene Firmen und Institute zu gründen: 1986 Multiple Peptide Systems (nach Patentanmeldung für die tea bag Methode), 1988 das Torrey Pines Institute for Molecular Studies (TIPMS), ein biomedizinisches Non-Profit Forschungsinstitut, 1990 – nach der Entwicklung von SPCL ö Houghten Pharmaceuticals Inc. (später umbenannt in Trega Biosciences und übernommen von LION Biosciences AG) und 1999 Mixture Sciences Inc. (MSI) für die Entwicklung von Anwendungen seiner Methoden in der Medizin (HIV/AIDS, Krebs, Diabetes, Multiple Sklerose, Infektionskrankheiten wie Lyme-Krankheit). Er ist Präsident des TIPMS.
Er ist bekannt für die Teebeutel-Methode (tea bag) zum Aufbau von Peptid- und Protein-Bibliotheken, die er 1985 veröffentlichte und die er patentierte. Dabei werden Peptide, denen Schutzgruppen entfernt wurden, in Beuteln in Maschen in Lösungen mit aktivierten Aminosäuren getaucht und so größere Peptide aufgebaut. Das und Verfeinerungen der Methode ermöglicht den Aufbau von Bibliotheken mit Millionen von Peptiden, insbesondere für pharmazeutische Anwendungen. 1991 veröffentlichte er ein Verfahren für den Aufbau solcher kombinatorischen Bibliotheken synthetischer Peptide (Synthetic peptide combinatorial libraries, SPCL).
Er ist der Gründer der Zeitschrift Peptide Research, die später mit dem International Journal of Peptide and Protein Research zum Journal of Peptide Research fusionierte.
2000 erhielt er den Vincent du Vigneaud Award, 2004 den Ralph F. Hirschmann Award in Peptide Chemistry und 2005 den R. Bruce Merrifield Award. 2006 wurde er Fellow der American Association of Pharmaceutical Scientists.